# كينجي تاكاهاشي
كينجي تاكاهاشي (باليابانية: 高橋 健二) (5 يونيو 1970 في ياماغاتا في اليابان – )؛ هو لاعب كرة قدم ياباني سابق كان يلعب كلاعب وسط.

## وصلات خارجية
- كينجي تاكاهاشي على موقع رابطة كرة القدم اليابانية للمحترفين (اليابانية)
- كينجي تاكاهاشي على موقع قاعدة بيانات كرة القدم.إي يو (الإنجليزية)
- كينجي تاكاهاشي على موقع Soccerway.com (الإنجليزية)
- كينجي تاكاهاشي على موقع عالم كرة القدم.نت (الإنجليزية)